# Oreille harmonique
L'oreille harmonique désigne la capacité de reconnaissance des intervalles harmoniques, c’est-à-dire l'écart de hauteur séparant deux sons joués simultanément.
L'oreille harmonique est conditionnée par l'audition intérieure, cette dernière étant la référence permettant de mesurer l'intervalle entendu. Comme il s'agit d'une différence de hauteurs, l'oreille relative peut tout à fait suffire au travail de l'oreille harmonique. L'oreille absolue est néanmoins une aide, car elle donne au musicien un moyen de vérification immédiat, et donc lui fait gagner beaucoup en temps d'apprentissage.
L'oreille harmonique, enfin, est très sollicitée en analyse musicale, en harmonie, en direction d'orchestre et orchestration, en écriture à plusieurs voix...